# Desenvolvimento musical
Na música clássica europeia, desenvolvimento musical é um processo pelo qual uma ideia musical ´comunicada no curso de uma composição. Refere-se à transformação e redeclaração do tema inicial e se contrasta freqüentemente com a variação musical que é um meio ligeiramente diferente de atingir o mesmo objetivo. O desenvolvimento ocorre sobre porções do material tratado em muitas apresentações e combinações diferentes em um dado momento, enquanto que a variação depende de um tipo de apresentação em um dado momento. (DeLone et. al. (Eds.), 1975, cap. 1).
Neste processo, certas ideias germinais são repetidas em diferentes contextos ou de forma alterada, de modo que a mente do ouvinte, consciente ou inconscientemente compara as várias encarnações dessas ideias. Os ouvintes podem depreender uma "tensão entre a expectativa e os resultados reais" (ver ironia), que é um "elemento surpresa" na música. Esta prática tem suas raízes no contraponto, no qual um tema ou sujeito pode criar uma impressão inicial do tipo prazeroso ou afetivo, mas continua a deleitar a mente, na medida em que suas possibilidades contrapontuais são gradualmente reveladas. 
A forma musical que tradicionalmente explora ao máximo o desenvolvimento é a forma sonata. Nesta forma há uma seção depois da exposição e antes da recaptulação que é chamada de seção de desenvolvimento em que o material da seção de exposição é desenvolvido.  Em alguns textos antigos, a seção de desenvolvimento de uma sonata pode ser chamada de "fantasia livre".